# Yacine Benchekor
Pour les articles homonymes, voir Benchekor.
Yacine Benchekor (en arabe : ياسين بن شقور), né en 1971, est un nageur algérien.

## Biographie

### Carrière
Yacine Benchekor remporte la médaille d'argent sur 400 mètres quatre nages ainsi que sur les relais 4 x 100 mètres nage libre et 4 x 200 mètres nage libre, et la médaille de bronze sur 200 mètres quatre nages aux Jeux africains de 1991 au Caire.

### Famille
Yacine Benchekor est l'oncle de l'escrimeuse Naïla Benchekor et le frère des nageurs Abdallah Benchekor et Sofiane Benchekor.